# Hamburger Krankenhauschronologie
Die Hamburger Krankenhauschronologie ist eine Historische Chronologie. Sie nennt in Hamburg vormals und im 21. Jahrhundert gelegene Krankenhäuser nach der Reihenfolge ihrer Eröffnung. Die Chronologie umfasst Krankenhäuser, welche zum Zeitpunkt ihrer Eröffnung auf dem Gebiet Hamburgs lagen und solche, die vor der Erweiterung des Stadtgebietes mithilfe des Groß-Hamburg-Gesetzes 1937/38 nicht zu Hamburg gehörten, jedoch durch das Gesetz Teil der Stadt wurden. Eingegangen wird stichwortartig auf die Entwicklung der genannten Krankenhäuser; insofern, als Veränderungen des Standortes, der Trägerschaft oder eine Schließung derselben angesprochen werden. Zu unterscheiden ist bei den Krankenhausträgern zwischen öffentlichen (städtischen), freigemeinnützigen und privaten Trägern; wobei sich in Hamburg eine Entwicklung weg vom öffentlichen und hin zum privaten Träger vollzog. Aus Allgemeinen Krankenhäusern wurden Asklepios und Schön Kliniken. Einen Beitrag zur stationären Versorgung von Patienten leisteten und leisten in der Stadt freigemeinnützige Träger. Bei diesen handelt es sich um Stiftungen, eine Gemeinnützige Aktiengesellschaft und Krankenhausverbünde.

## Chronologie der Krankenhauseröffnungen

### 18. Jahrhundert

#### 1784: Altonaer Krankenhaus

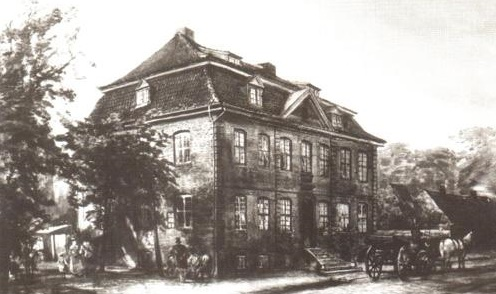
Krankenhaus in der Königstraße in Altona

Im Jahr 1784 fand die Eröffnung des Altonaer Krankenhauses statt. Dieses lag in der Königstraße. Anfang der 1860er Jahre wurde ein in der späteren Max-Brauer-Allee gelegener Neubau bezogen.

##### Stand 2021: Asklepios Klinik Altona

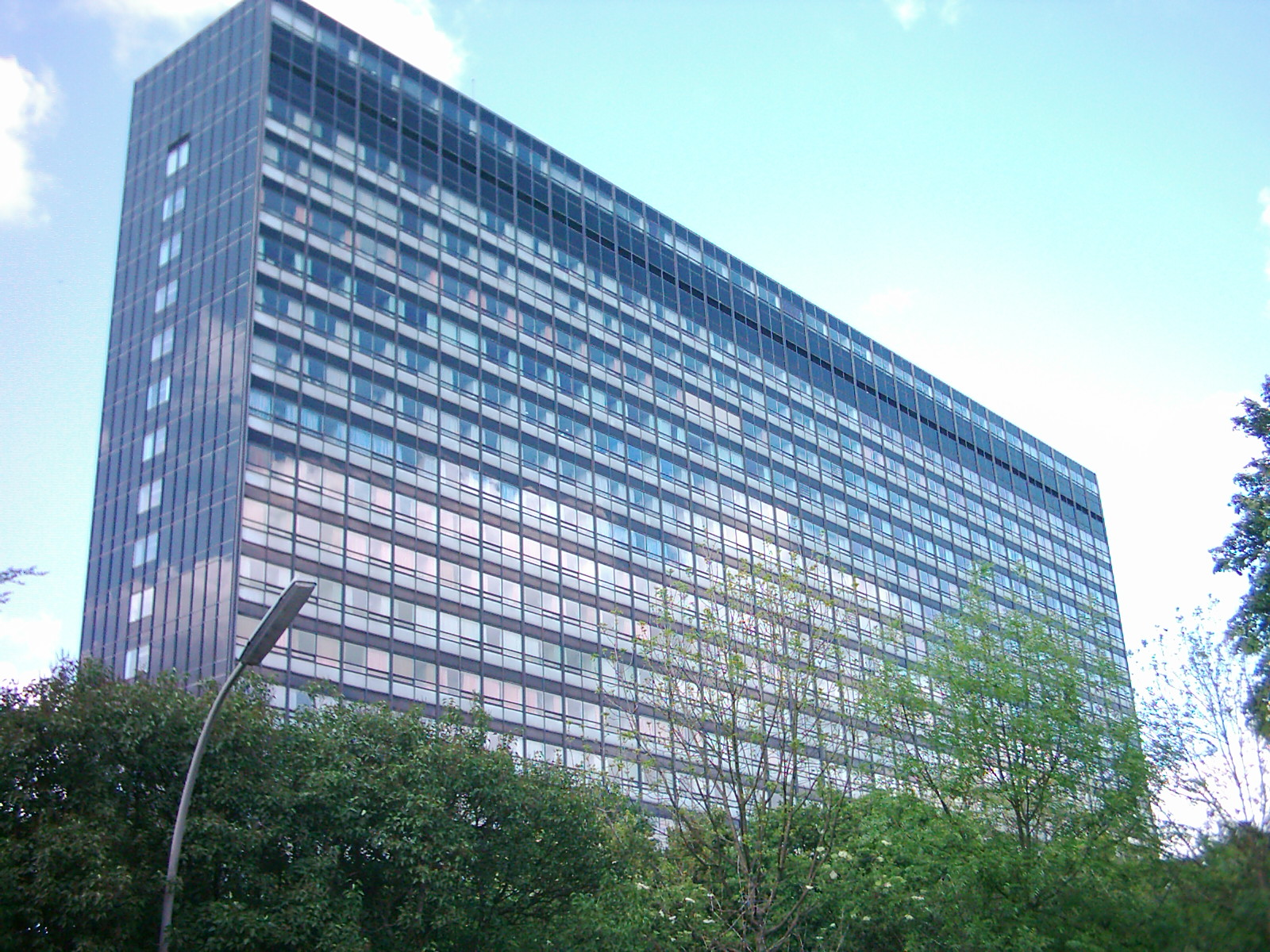
Asklepios Klinik Altona

1971 wechselte das Krankenhaus erneut seinen Standort. In Betrieb genommen wurde ein Neubau in der Paul-Ehrlich-Straße in Othmarschen. Der Aufgabenstellung des Altonaer Krankenhauses, „[…]stationäre Krankenbehandlung unter ärztlicher Obhut[…]“ zu gewährleisten, widmet sich dort seit 2005 die Asklepios Klinik Altona.

### 19. Jahrhundert

#### 1823: Allgemeines Krankenhaus St. Georg

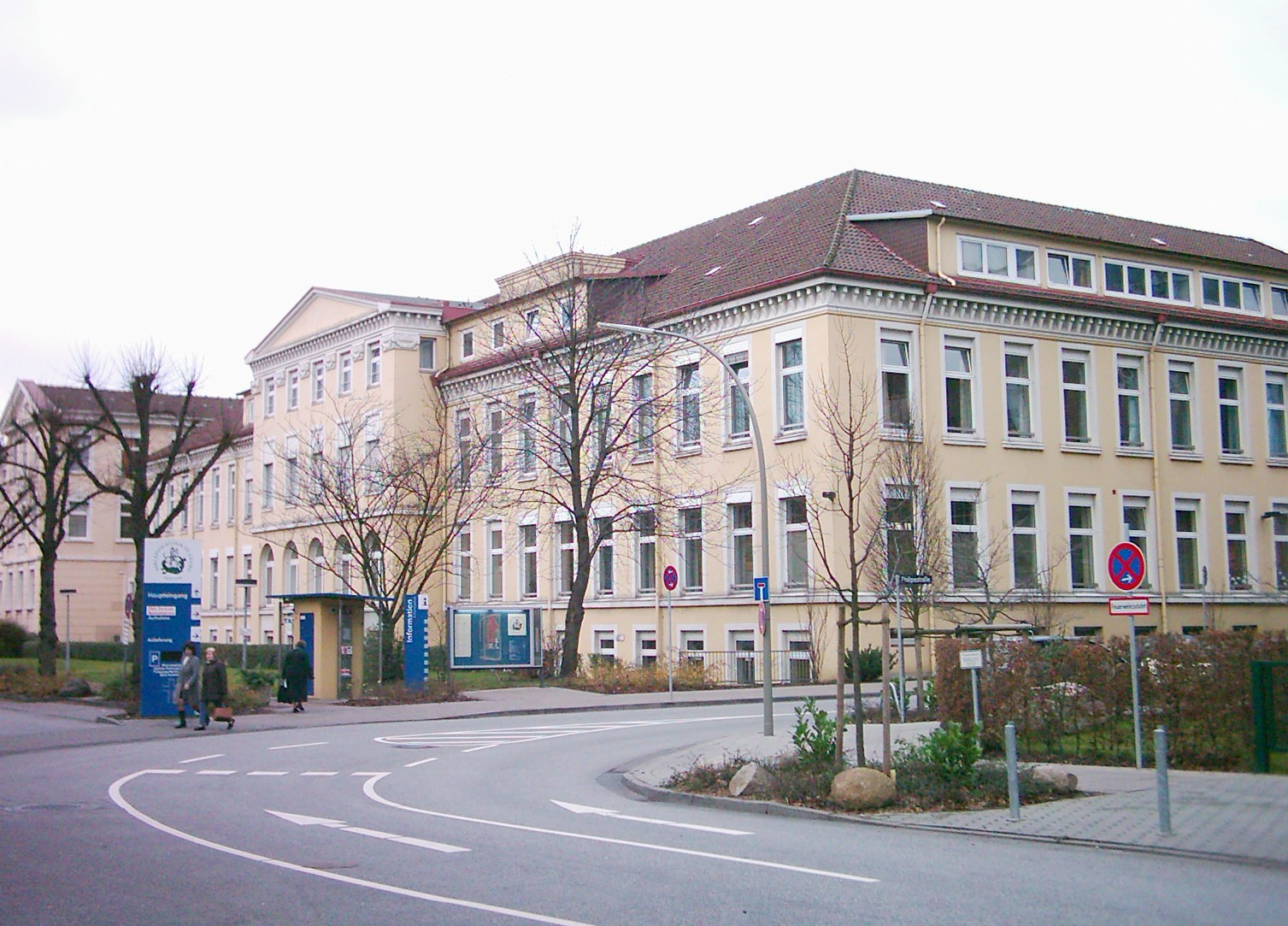
Asklepios Klinik St. Georg

Als erstes Hamburger Krankenhaus wurde 1823 das städtische Allgemeine Krankenhaus St. Georg eröffnet. Das an der Lohmühlenstraße, im Stadtteil St. Georg, gelegene Krankenhaus (heute Asklepios Klinik St. Georg) veränderte seinen Standort bis in die Gegenwart hinein nicht (Stand: 2021).

##### Stand 2021: Asklepios Klinik St. Georg
Im Jahr 2005 wurde das Krankenhaus zur Asklepios Klinik St. Georg.

#### 1843: Israelitisches Krankenhaus

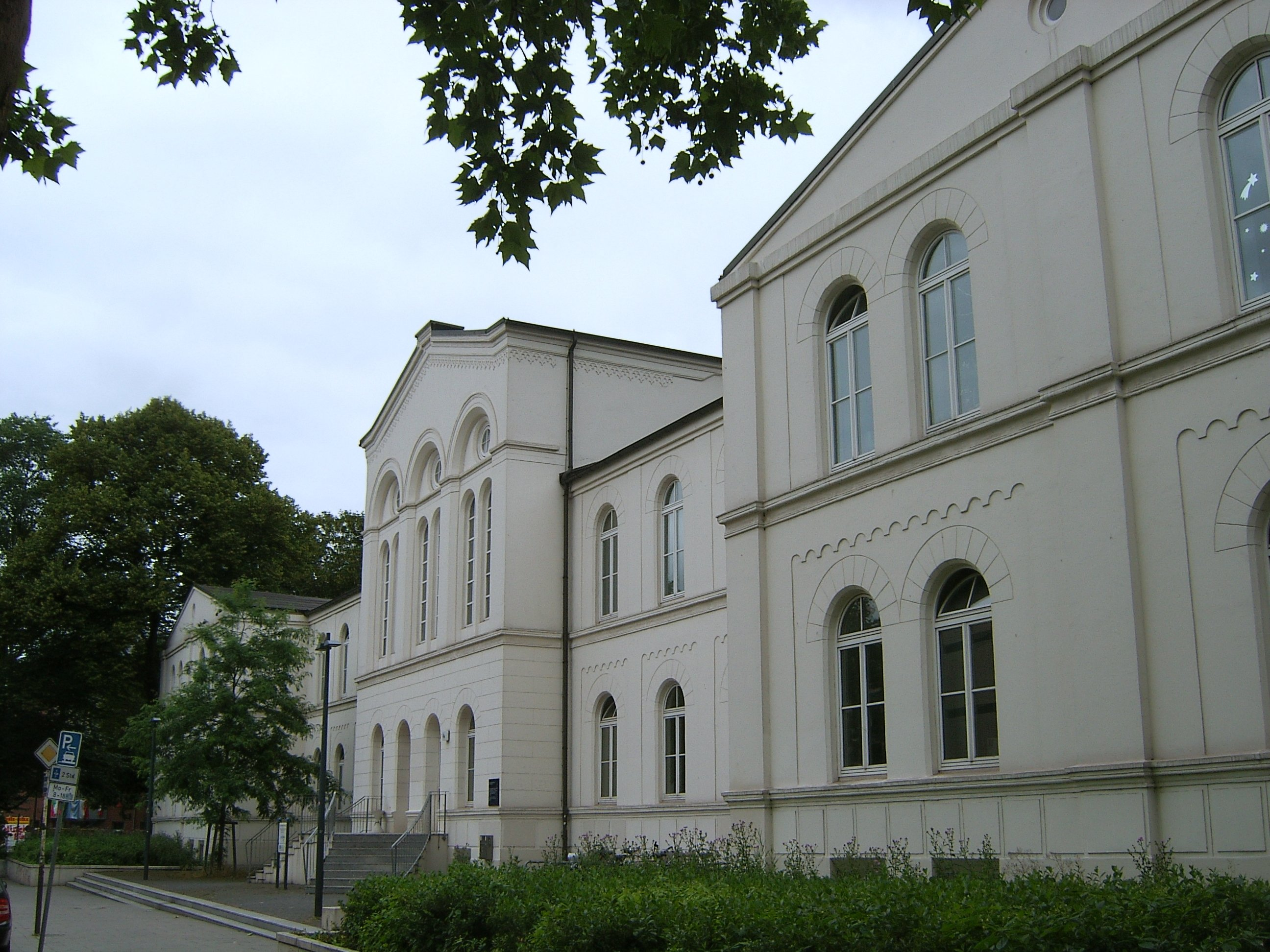
Ehemaliges Israelitisches Krankenhaus

1843 erfolgte die Eröffnung des von Salomon Heine gestifteten Israelitischen Krankenhauses in der damaligen Eckernförder Straße. Während der Zeit des Nationalsozialismus musste das Krankenhaus mehrmals im Stadtgebiet umziehen. Der letzte Standort, die Schäferkampsallee, blieb bis 1960 erhalten. Am Ende des Jahres 1960 wurde ein im Orchideenstieg in Alsterdorf gelegener Neubau bezogen.

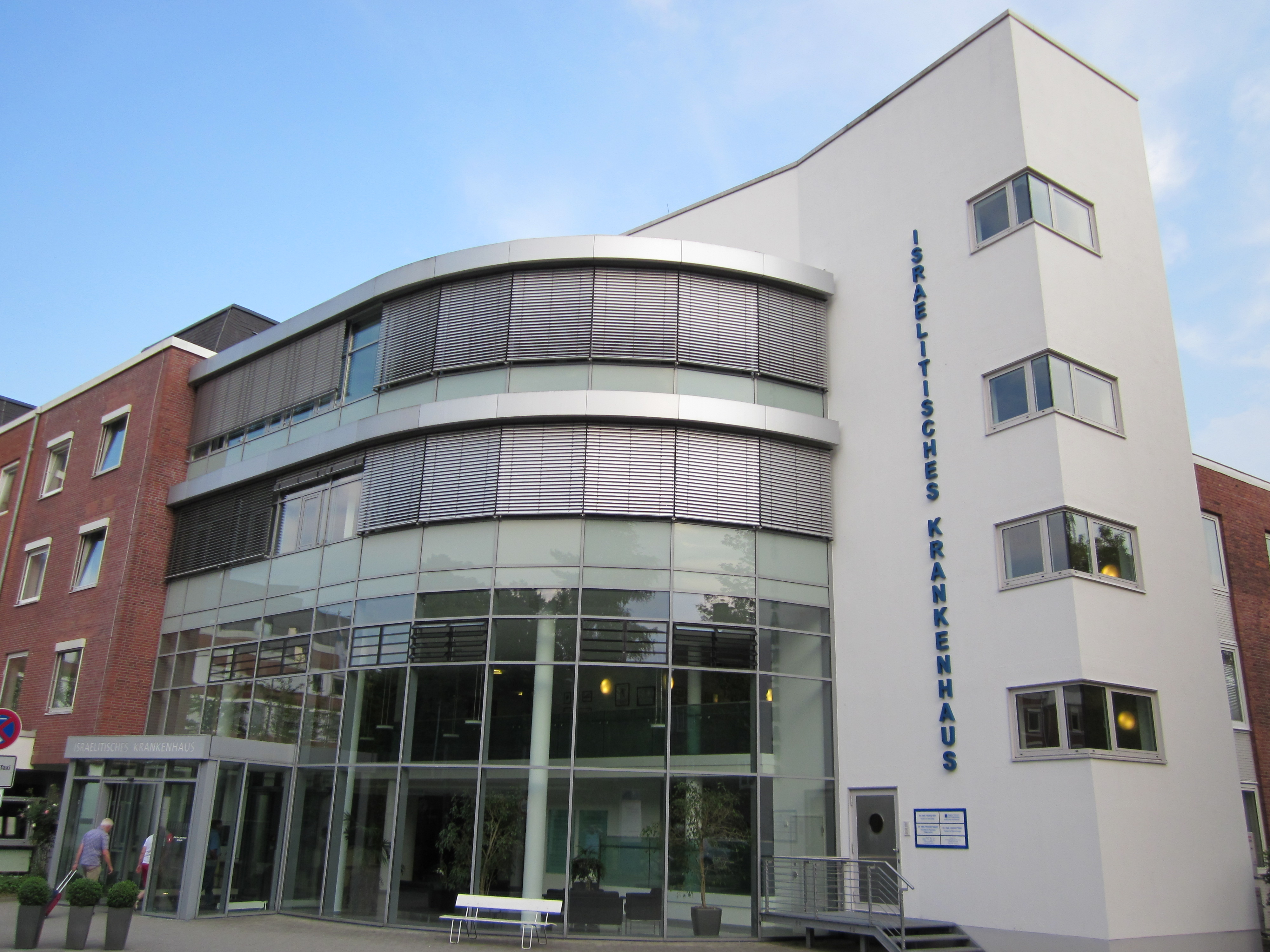
Israelitisches Krankenhaus im Orchideenstieg

##### Stand 2021: Israelitisches Krankenhaus Hamburg
Das Israelitische Krankenhaus Hamburg ist ein Freigemeinnütziges Krankenhaus.

#### 1856: Heilanstalt Bethesda
Das Gründungsjahr der Heilanstalt Bethesda in Bergedorf ist 1856. Gründerin der Einrichtung war Elise Averdieck. 1859 wurde die Heilanstalt nach St. Georg verlegt, in die Stiftstraße. Fortan war sie Teil der Stiftung „Diakonissen und Heilanstalt Bethesda“. 1860 wurde Bethesda zur Ausbildungsstätte für christliche Krankenpflegerinnen. 1886 erfolgte ein Umzug der Einrichtung in die Burgstraße in Borgfelde. Während der Operation Gomorrha, 1943, wurde Bethesda zerstört. 1946 erfolgte ein Neubeginn in der Hammer Landstraße. 1952 errichtete die Stiftung in Bergedorf einen Neubau, im Glindersweg; das Evangelische Krankenhaus Bethesda. Im Jahr 2000 fusionierte das Allgemeine Krankenhaus Bergedorf mit diesem. Gesellschafter des Bethesda - Allgemeines Krankenhaus Bergedorf gemeinnützige GmbH waren zu gleichen Teilen die Evangelische Stiftung Bethesda und der Landesbetrieb Krankenhäuser Stadt Hamburg. 2006 erwarb die Stiftung die Anteile der Stadt.

##### Stand 2021: Bethesda Krankenhaus Bergedorf gemeinnützige GmbH
Seit 2009 trägt die Einrichtung den Namen Bethesda Krankenhaus Bergedorf gemeinnützige GmbH.

#### 1859: Altonaer Kinderkrankenhaus

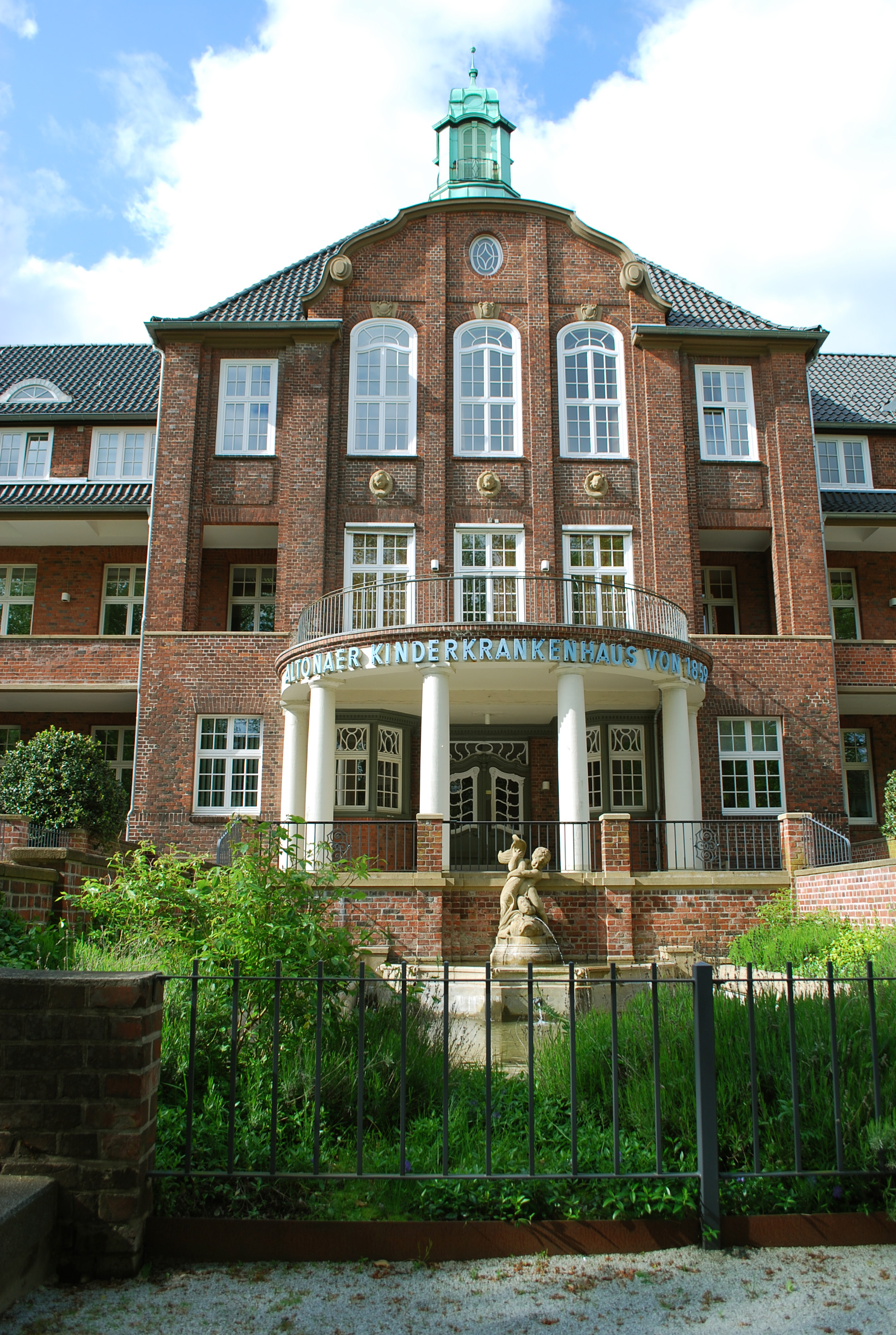
Alter Haupteingang des Altonaer Kinderkrankenhauses

1859 wurde das Altonaer Kinderkrankenhaus in der damaligen Tresckowallee eröffnet.

##### Stand 2021: Klinik des Universitätsklinikums Hamburg-Eppendorf
Seit dem Jahr 2005 ist das Kinderkrankenhaus eine eigenständige Klinik unter dem Dach des Universitätsklinikums Hamburg-Eppendorf (UKE).

#### 1861: Krankenhaus in Harburg
Das 1861 eröffnete Krankenhaus in Harburg wurde im Zweiten Weltkrieg zerstört. Es war ursprünglich durch „[…]Testamentsverfügung eines Harburger Handwerksmeisters[…]“ errichtet worden. 1949 erfolgte eine Verlegung der medizinischen Abteilungen in die Dominik-Kaserne am Eißendorfer Pferdeweg und das Krankenhaus wurde zum Allgemeinen Krankenhaus Harburg.

##### Stand 2021: Asklepios Klinikum Harburg
Im Zusammenhang mit der 2004 erfolgten Übernahme der städtischen Krankenhäuser in Hamburg durch die Asklepios Kliniken ist es zum Asklepios Klinikum Harburg geworden.

#### 1864: Marienkrankenhaus

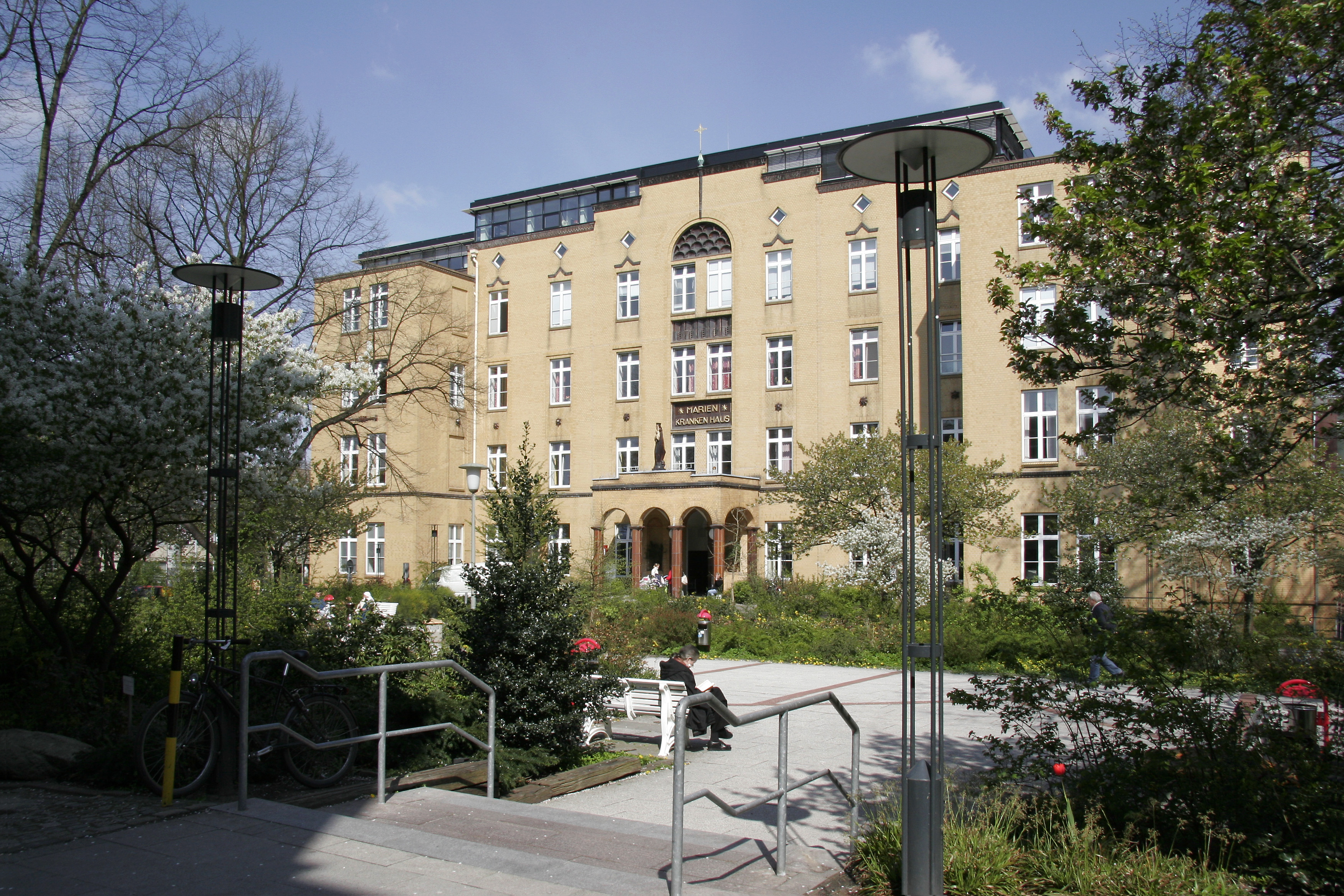
Haupteingang des Marienkrankenhauses

Schwestern des Ordens vom Heiligen Karl Borromäus gründeten im Jahr 1864 in der Langen Reihe in St. Georg das Marienkrankenhaus. 1882 zog das konfessionelle Krankenhaus in die Alfredstraße in Hohenfelde; dort ist es noch heute ansässig (Stand: 2021).

##### Stand 2021: Ansgar-Gruppe
Das Marienkrankenhaus gehört zur Ansgar-Gruppe, einem katholischen Krankenhausverbund.

#### 1885: Wandsbeker Stadtkrankenhaus

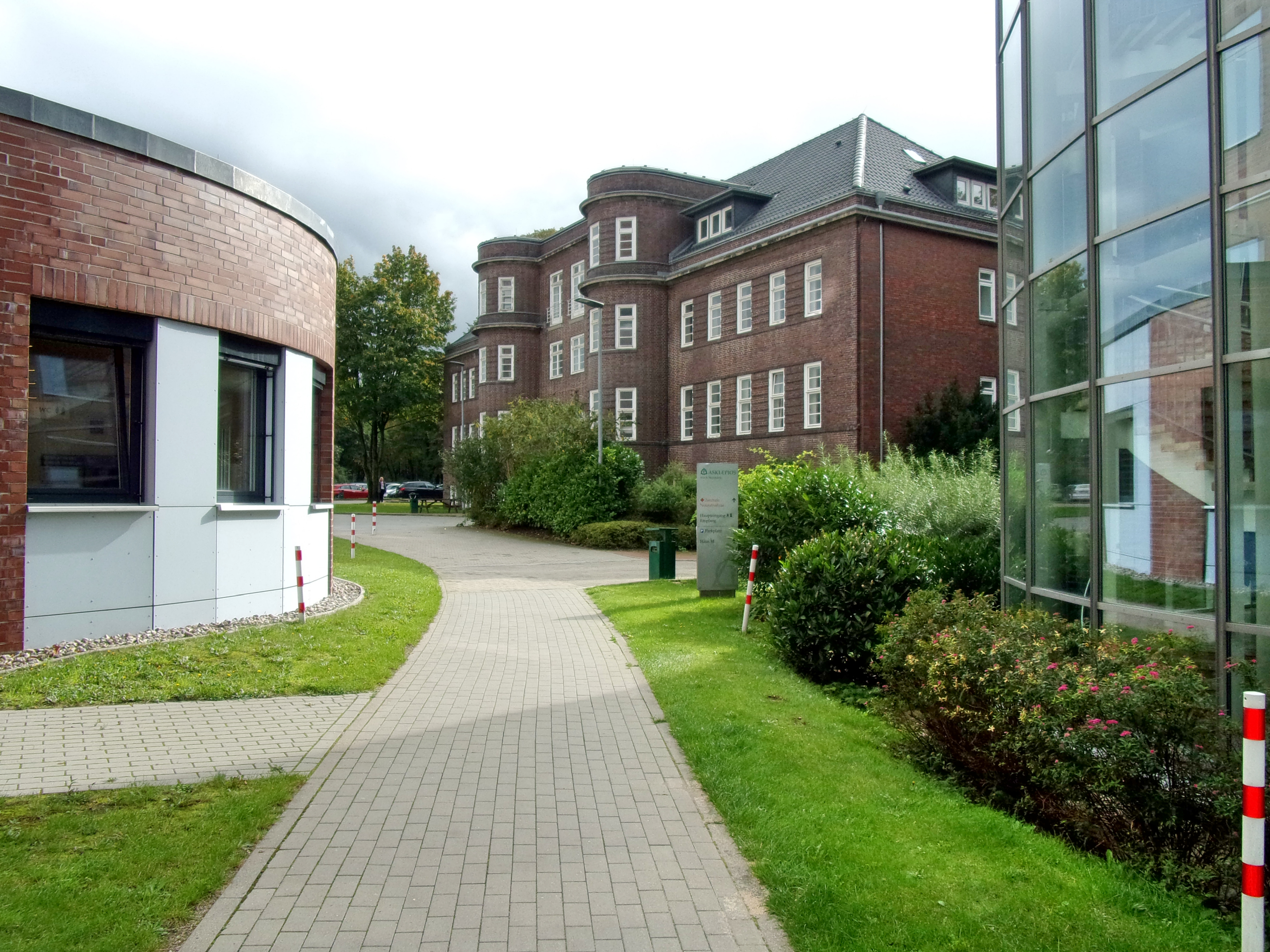
Asklepios Klinik Wandsbek

Im Jahr 1885 öffnete das Wandsbeker Stadtkrankenhaus. 1975 löste das Allgemeine Krankenhaus Wandsbek dieses ab.

##### Stand 2021: Asklepios Klinik Wandsbek
Das AK Wandsbek ersetzte die Asklepios Klinik Wandsbek in der Alphonsstraße.

#### 1889: Neues Allgemeines Krankenhaus

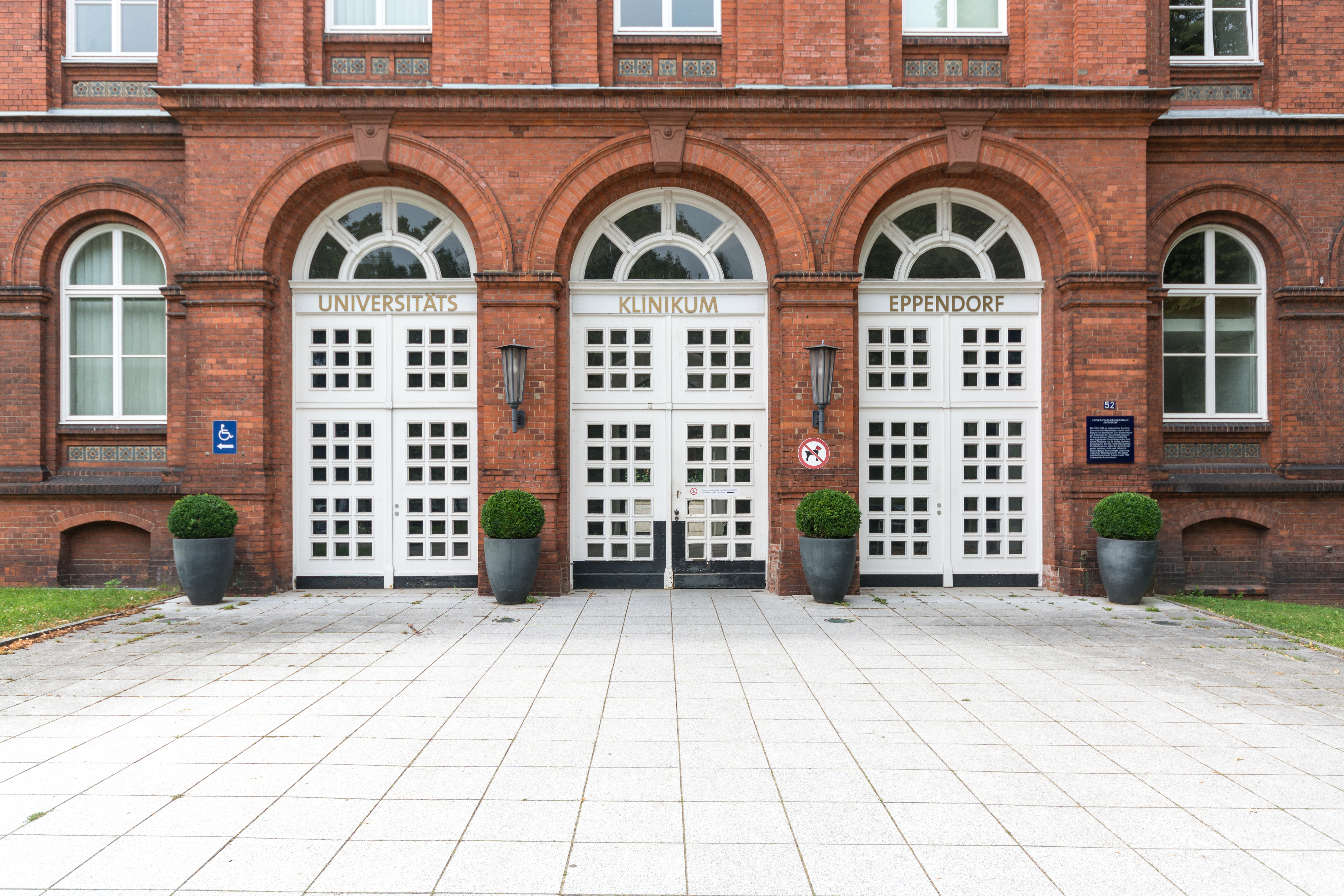
Alter Haupteingang des Universitätsklinikums Hamburg-Eppendorf

1889 erfolgte unter dem Namen Neues Allgemeines Krankenhaus die Eröffnung des 1934 zum Universitätskrankenhaus Hamburg-Eppendorf ernannten Krankenhauses.

##### Stand 2021: Universitätsklinikum Hamburg-Eppendorf
Das Krankenhaus trägt seit 2001 den Namen Universitätsklinikum Hamburg-Eppendorf.

#### 1892: Irrenanstalt Ochsenzoll

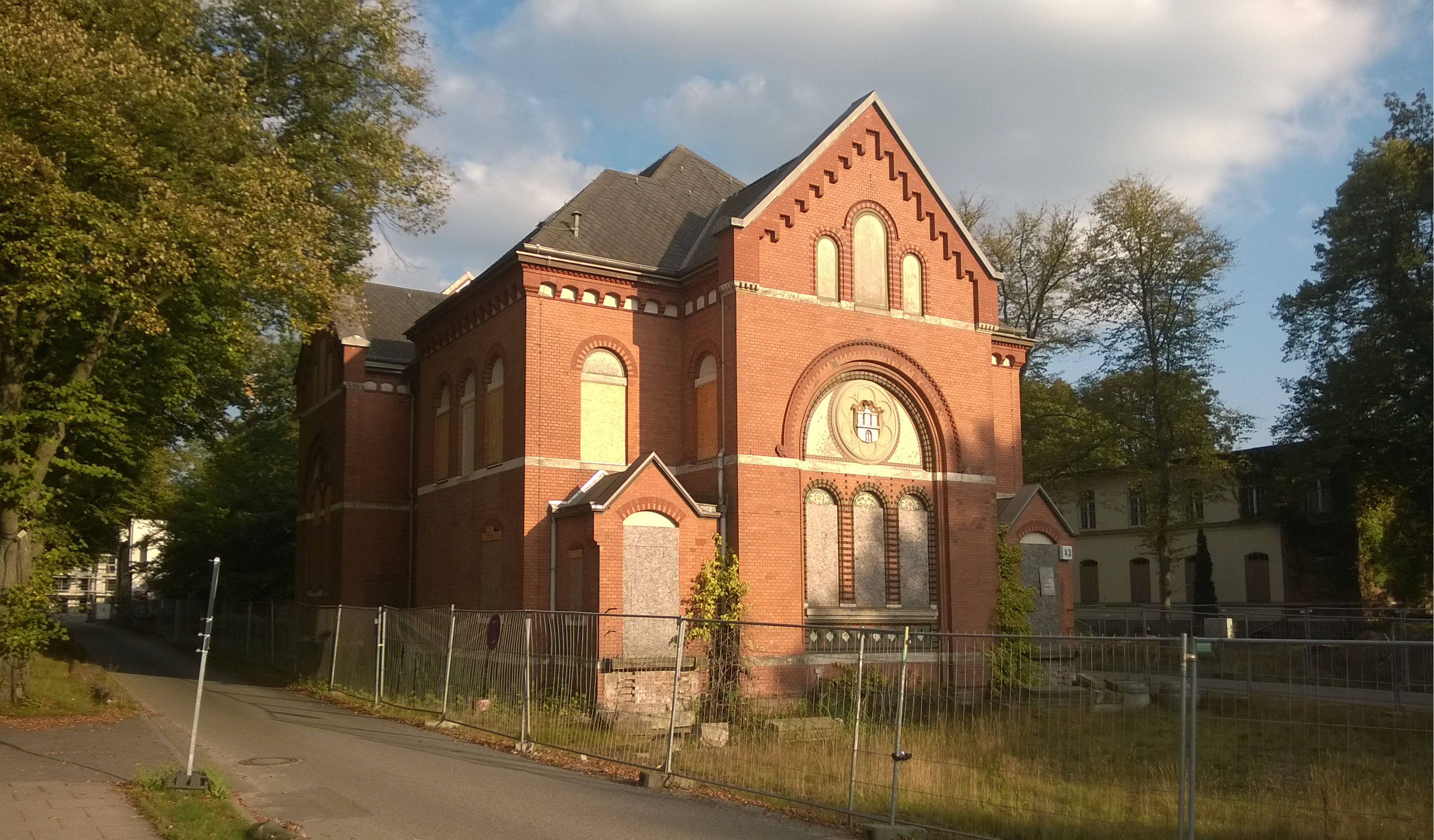
Allgemeines Krankenhaus Ochsenzoll

Die Irrenanstalt (später: Staatskrankenanstalt) in Ochsenzoll wurde 1892 zunächst als Außenstelle der älteren Irren-, Heil- und Pflegeanstalt Friedrichsberg gegründet und 1893 in Betrieb genommen. 1998 erfolgte die Zusammenlegung mit dem Allgemeinen Krankenhaus Heidberg zum Klinikum Nord.

##### Stand 2021: Asklepios Klinik Nord
Im Jahr 2006 wurde dieses durch Verkauf zur Asklepios Klinik Nord. Die Asklepios Klinik Nord hat zwei Standorte, in Ochsenzoll und Langenhorn: In den Gebäuden der in der zweiten Hälfte der 1930er Jahre errichteten Kaserne der Waffen-SS in Langenhorn, welche nach 1945 als Krankenhaus diente, befand sich das ehemalige Allgemeine Krankenhaus Heidberg. Zur Asklepios Klinik Nord gehört zudem ein Außenstandort auf dem Gelände der Asklepios Klinik Wandsbek.

#### 1892: Bethanien-Krankenhaus
Im Jahr 1892 eröffneten Diakonissinen in der Martinistraße in Eppendorf das Bethanien-Krankenhaus.

##### Stand 2021: Agaplesion Diakonieklinikum Hamburg
Im zweiten Jahrzehnt des  21. Jahrhunderts, 2011, erfolgte die Vereinigung des evangelischen Bethanien-Krankenhauses mit den ebenfalls evangelischen Krankenhäusern Alten Eichen und Elim zum Agaplesion Diakonieklinikum Hamburg an der Straße Hohe Weide in einem Krankenhausneubau.

#### 1897: Evangelisches Krankenhaus Alsterdorf
1897 wurde auf dem Gelände der 1863 gegründeten Alsterdorfer Anstalten ein „Haus für Kranke“ eingeweiht, das „Haus Bethabara“. Es ist der Ursprung des Evangelischen Krankenhauses Alsterdorf.

##### Stand 2021: Evangelische Stiftung Alsterdorf
Das Krankenhaus ist als Gemeinnützige GmbH Teil der Evangelischen Stiftung Alsterdorf.

### 20. Jahrhundert

#### 1900: Hafenkrankenhaus

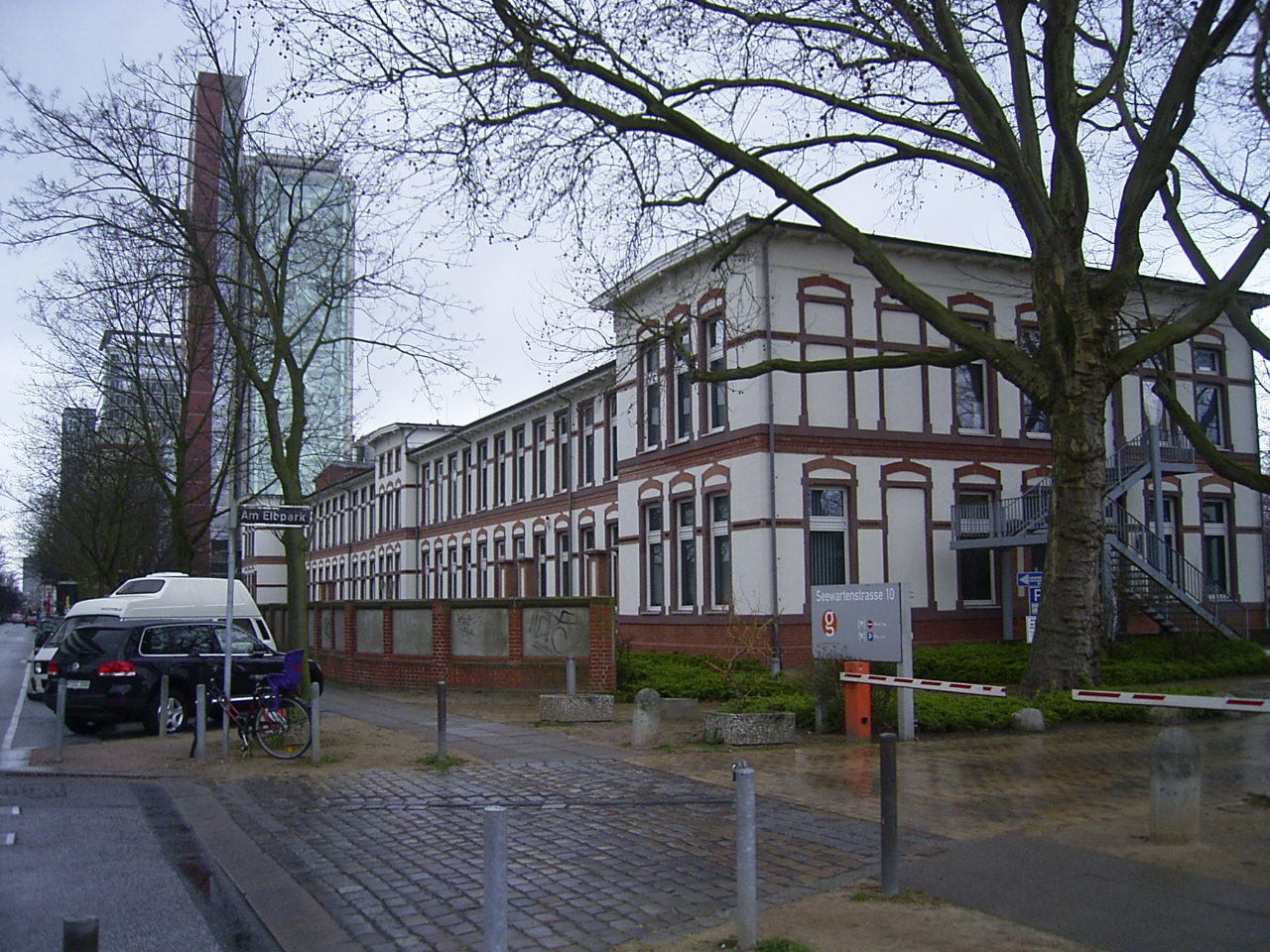
Ehemaliges Hafenkrankenhaus

Das im Jahr 1900 gegründete Hafenkrankenhaus an der Seewartenstraße wurde 1997 geschlossen.

##### Stand 2021: Gesundheitszentrum St. Pauli
Auf dem ehemaligen Gelände des Krankenhauses entstand das Gesundheitszentrum St. Pauli.

#### 1900: Mariahilf Krankenhaus

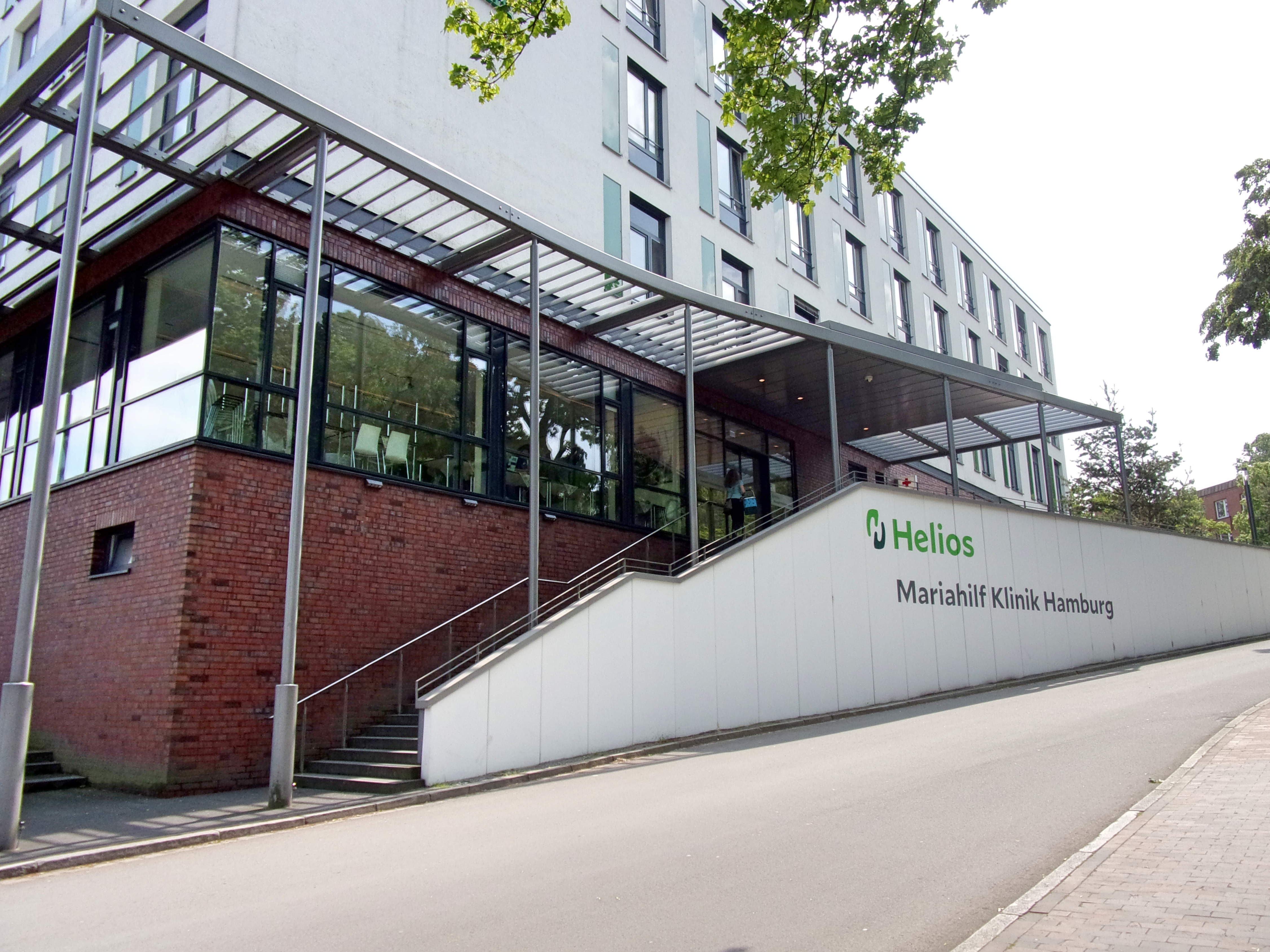
Helios Mariahilf Klinik Hamburg

Der Harburger Pastor Johannes Meyer von der Gemeinde St. Maria und Ordensschwestern gründeten im Jahr 1900 das Mariahilf Krankenhaus.

##### Stand 2021: Helios Mariahilf Klinik Hamburg
Dieses wurde 2007 von den Helios Kliniken übernommen und zur Helios Mariahilf Klinik Hamburg.

#### 1910/11: Ebenezer-Krankenhaus

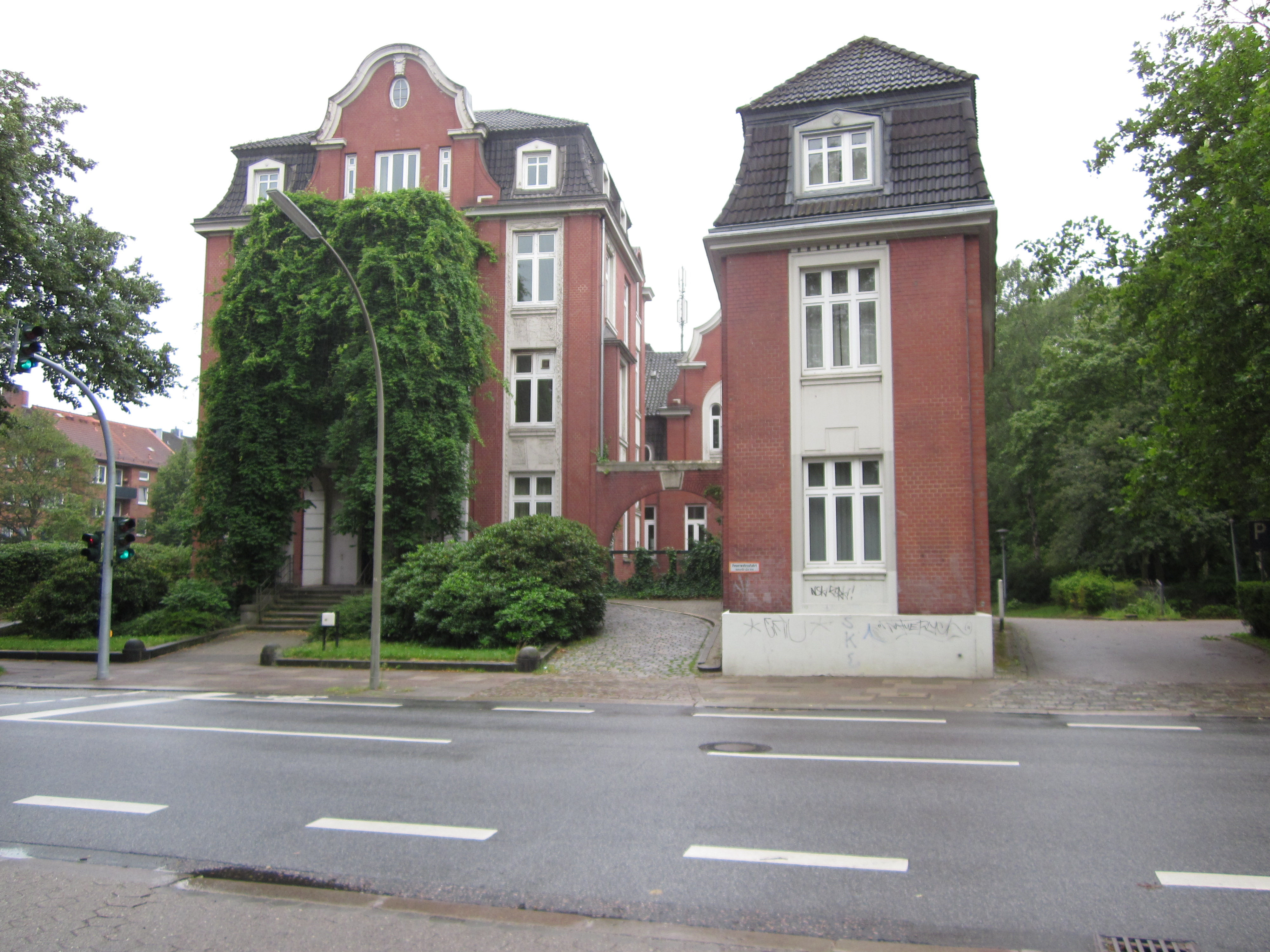
Ehemaliges Ebenezer-Krankenhaus

Zu Beginn des 20. Jahrhunderts erfolgte die Errichtung des Ebenezer-Krankenhauses. 1945 wurde es Teil des Allgemeinen Krankenhauses Eilbek.

##### Stand 2021: Schön Klinik Hamburg Eilbek
Im Jahr 2006 erwarb die Schön Klinik das Allgemeine Krankenhaus Eilbek.

#### 1912: Allgemeines Krankenhaus Bergedorf
1912 entstand das Allgemeine Krankenhaus Bergedorf. Dieses fusionierte im Jahr 2000 mit dem Evangelischen Krankenhaus Bethesda.

##### Stand 2021: Agaplesion Bethesda Krankenhaus Bergedorf gemeinnützige GmbH
Seit 2009 trägt das Haus den Namen Bethesda Krankenhaus Bergedorf gemeinnützige GmbH.

#### 1913: Allgemeines Krankenhaus Barmbek

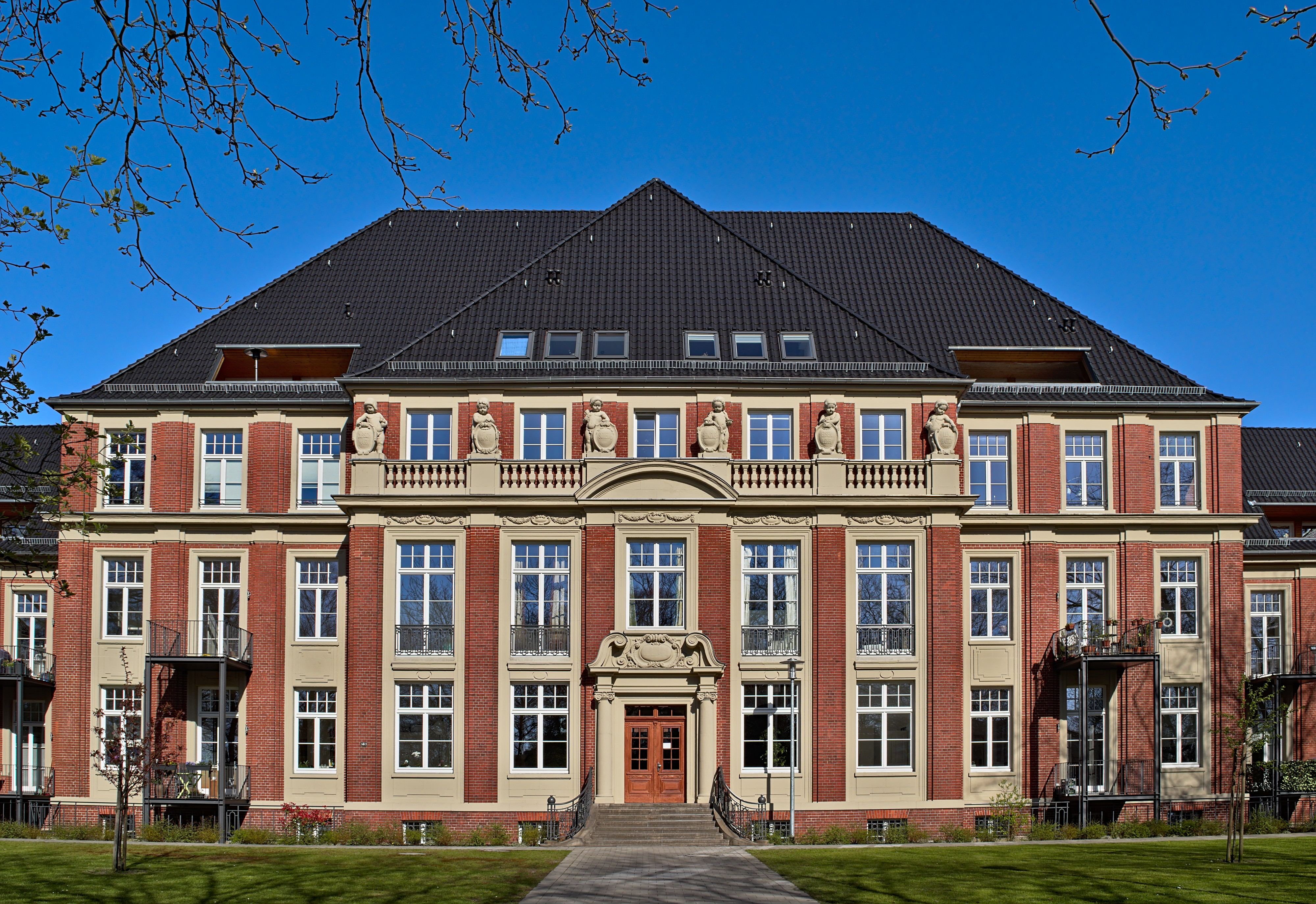
Hauptgebäude des Allgemeinen Krankenhauses Barmbek

Im Jahr 1913 wurde das Allgemeine Krankenhaus Barmbek eröffnet. Es war nach dem Allgemeinen Krankenhaus St. Georg und dem Neuen Allgemeinen Krankenhaus das dritte Allgemeine Krankenhaus in Hamburg.

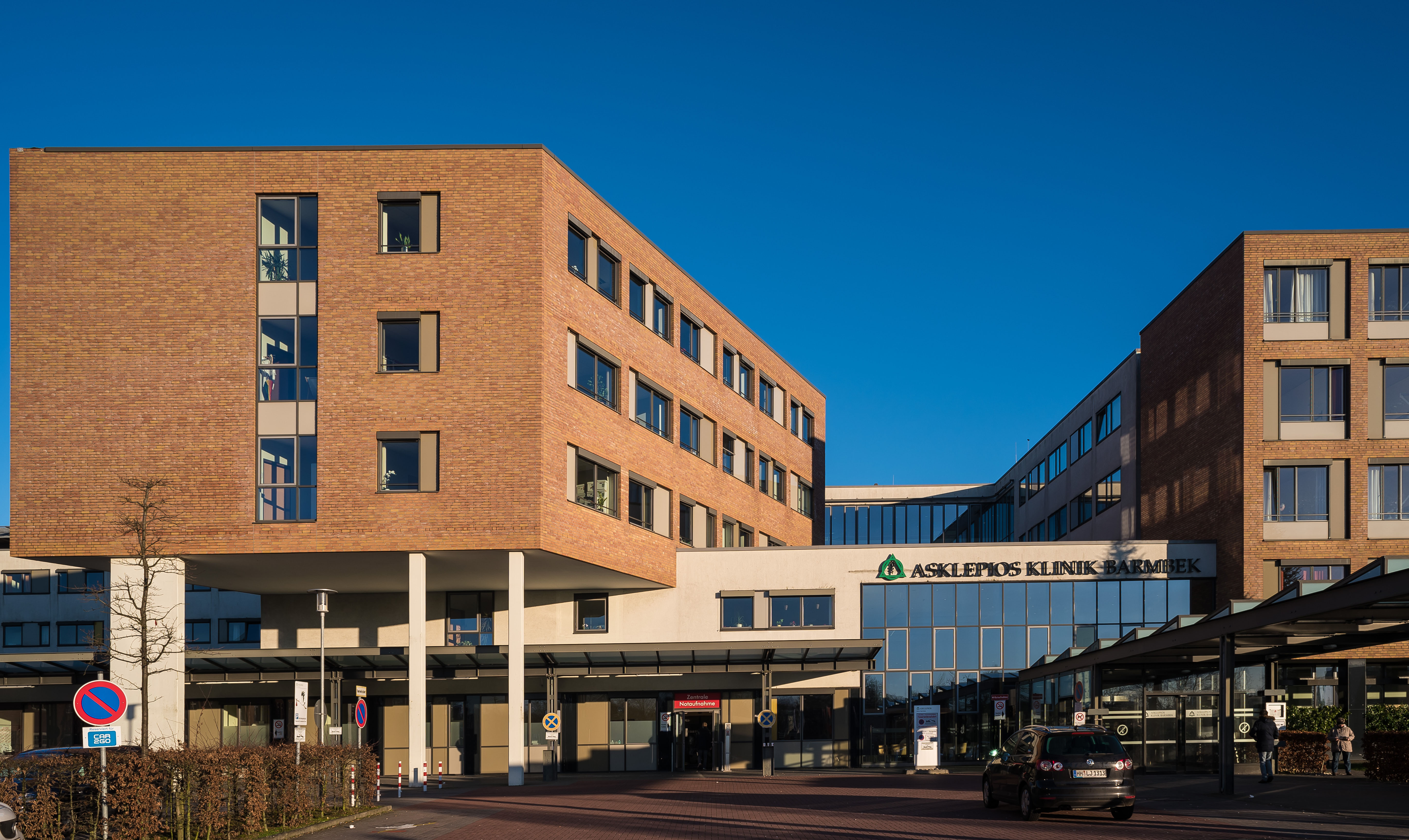
Asklepios Klinik Barmbek

##### Stand 2021: Asklepios Klinik Barmbek
2005 erfolgte die Inbetriebnahme eines Neubaus. Das Krankenhaus wurde zur Asklepios Klinik Barmbek. Diese gehört zur Asklepios Kliniken Hamburg GmbH.

#### 1913: Krankenhaus Jerusalem
Das Krankenhaus Jerusalem wurde 1913 in Eimsbüttel von der Jerusalem Gemeinde errichtet. Seit 1962 ist die Gemeinde Teil der Evangelisch-lutherischen Kirchen.

##### Stand 2021: Krankenhaus Jerusalem GmbH
2007 erfolgten strukturelle Umgestaltungen im Krankenhaus: Das Krankenhaus Jerusalem gehört aktuell zu den größten Mammazentren Deutschlands.

#### 1917: Kinderkrankenhaus Rothenburgsort

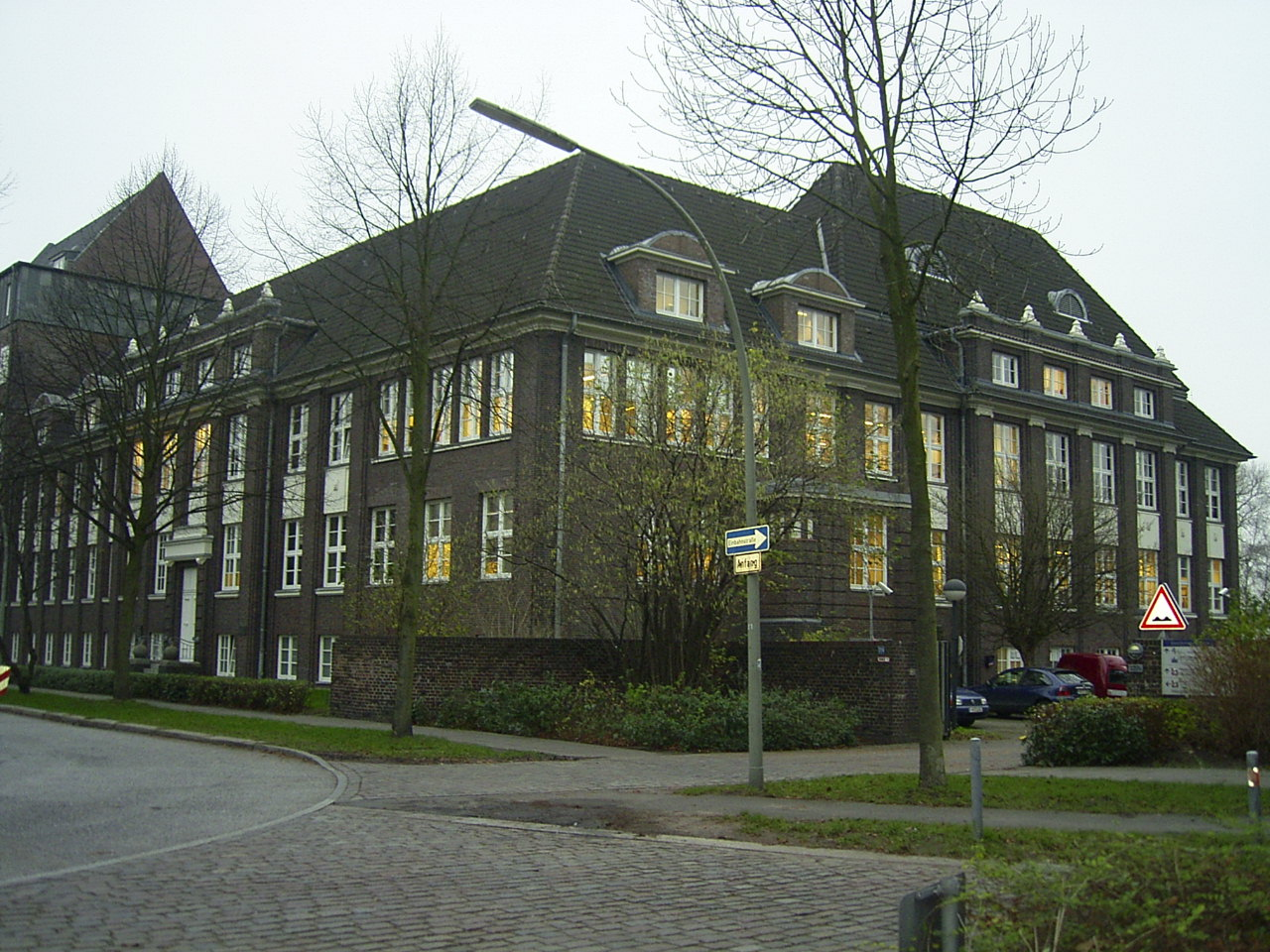
Ehemaliges Kinderkrankenhaus Rothenburgsort

Das Kinderkrankenhaus in Rothenburgsort wurde in mehreren Bauabschnitten in der Marckmannstraße errichtet. Der erste endete 1917. Träger des Krankenhauses war der Verein Kinderkrankenhaus Rothenburgsort e. V. Im NS-Staat wurde in Rothenburgsort eine der Kinder-Euthanasie dienende Kinderfachabteilung eingerichtet.

##### Stand 2021: Institut für Hygiene und Umwelt
Das Krankenhaus bestand bis 1982. Nutzer des Gebäudes wurde nach dessen Auszug das Institut für Hygiene und Umwelt.

#### 1925: Katholisches Kinderkrankenhaus Wilhelmstift
Der Ursprung des Katholischen Kinderkrankenhauses Wilhelmstift in Rahlstedt reicht zurück in das Jahr 1925.

##### Stand 2021: Ansgar-Gruppe
Ebenso wie das Marienkrankenhaus gehört das Krankenhaus zur Ansgar-Gruppe.

#### 1927: Elim-Krankenhaus
Eröffnungsjahr des evangelischen Elim-Krankenhauses in Eimsbüttel ist 1927.

##### Stand 2021: Agaplesion Diakonieklinikum Hamburg
2011 wurde das Krankenhaus mit den gleichfalls evangelischen Krankenhäusern Alten Eichen und Bethanien in einem Krankenhausneubau an der Straße Hohe Weide zum Agaplesion Diakonieklinikum Hamburg vereint.

#### 1945: Allgemeines Krankenhaus Heidberg
1945 wurde in einer ehemaligen Kaserne der Waffen-SS in Langenhorn das Allgemeine Krankenhaus Heidberg eingerichtet.

##### Stand 2021: Asklepios Klinik Nord
1998 verschmolzen die Allgemeinen Krankenhäuser Heidberg und Ochsenzoll zum Klinikum Nord. Aus diesem entstand 2006 die Asklepios Klinik Nord.

#### Nach 1945: Alten Eichen
Das Krankenhaus Alten Eichen wurde nach dem Ende des Zweiten Weltkrieges in Stellingen gegründet.

##### Stand 2021: Agaplesion Diakonieklinikum Hamburg
Alten Eichen fusionierte 2011 mit den Krankenhäusern Bethanien und Elim zum Agaplesion Diakonieklinikum Hamburg.

#### 1946: Allgemeines Krankenhaus Rissen

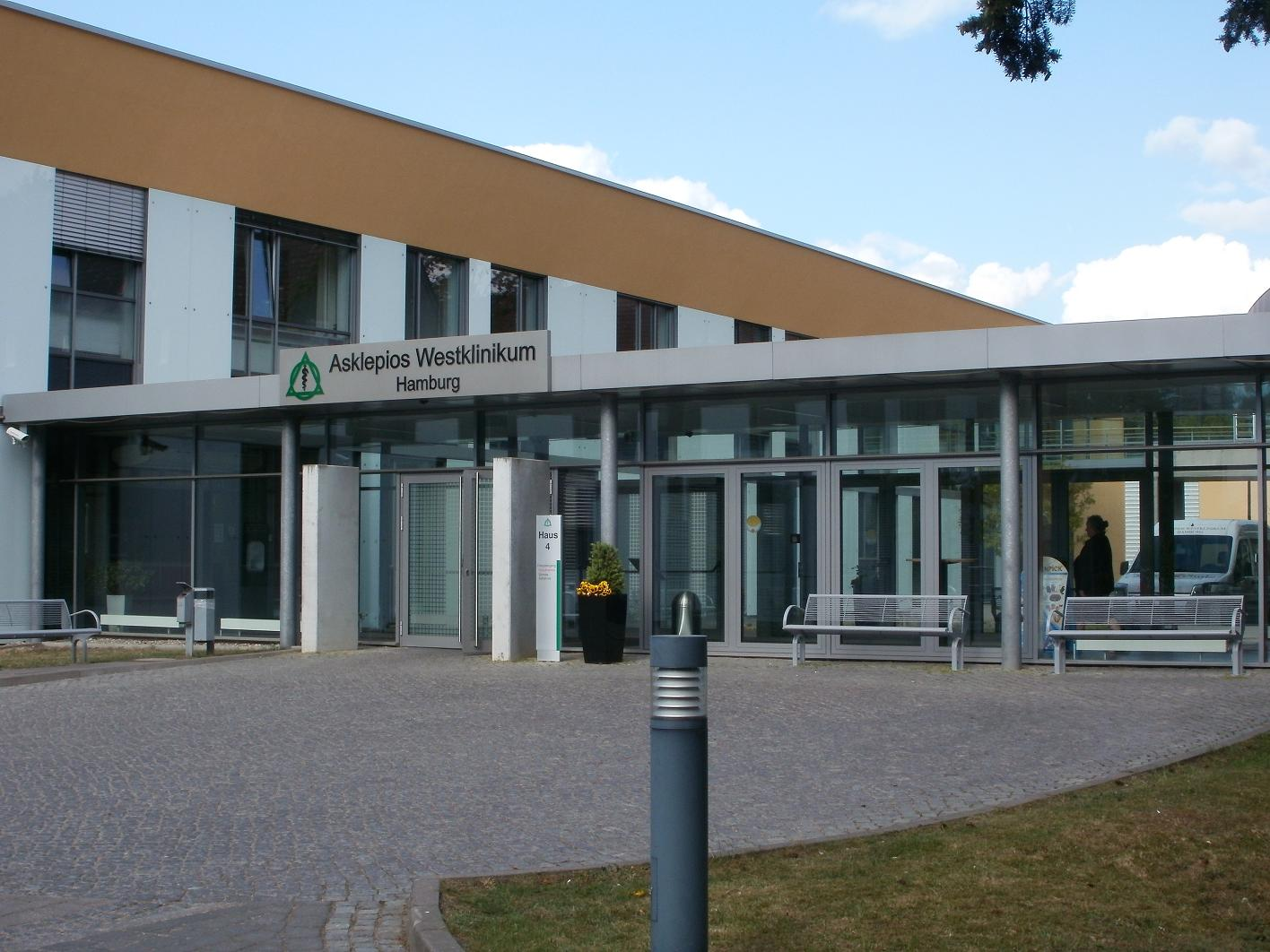
Asklepios Westklinikum Hamburg

In einer Kaserne wurde 1946 das Allgemeine Krankenhaus Rissen eingerichtet.

##### Stand 2021: Asklepios Westklinikum Hamburg
Seit dem Beginn des 21. Jahrhunderts gehört dieses zum Unternehmensverbund der Asklepios Kliniken. Das Krankenhaus wurde zum Asklepios Westklinikum Hamburg.

#### 1949: Allgemeines Krankenhaus Eilbek

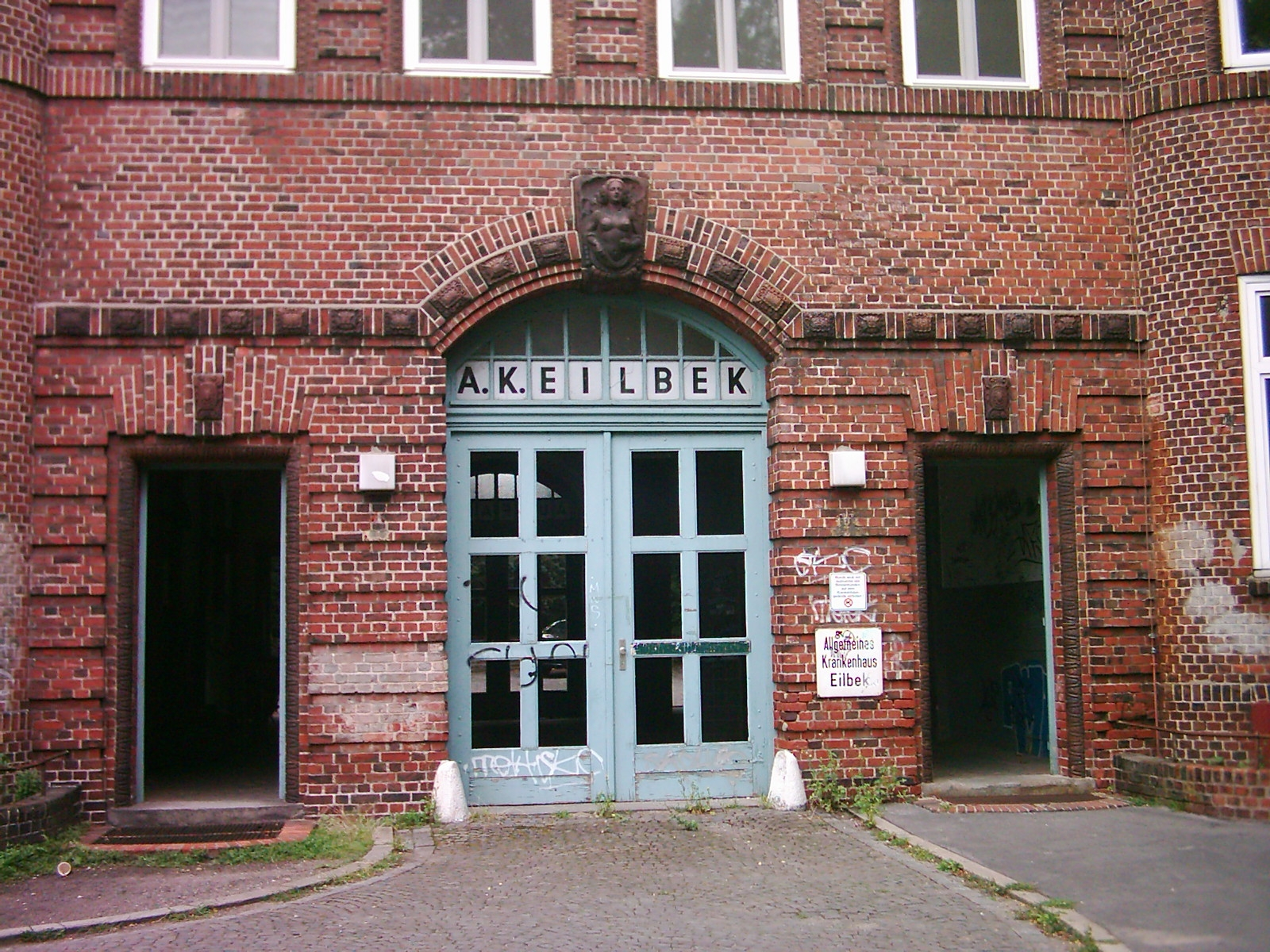
Alter Eingang des Allgemeinen Krankenhauses Eilbek

Das Allgemeine Krankenhaus Eilbek entstand 1949 auf dem Gelände der Irren-, Heil- und Pflegeanstalt Friedrichsberg. 2004 wurde das Krankenhaus an die Asklepios Kliniken verkauft. Diese errichteten einen Neubau.

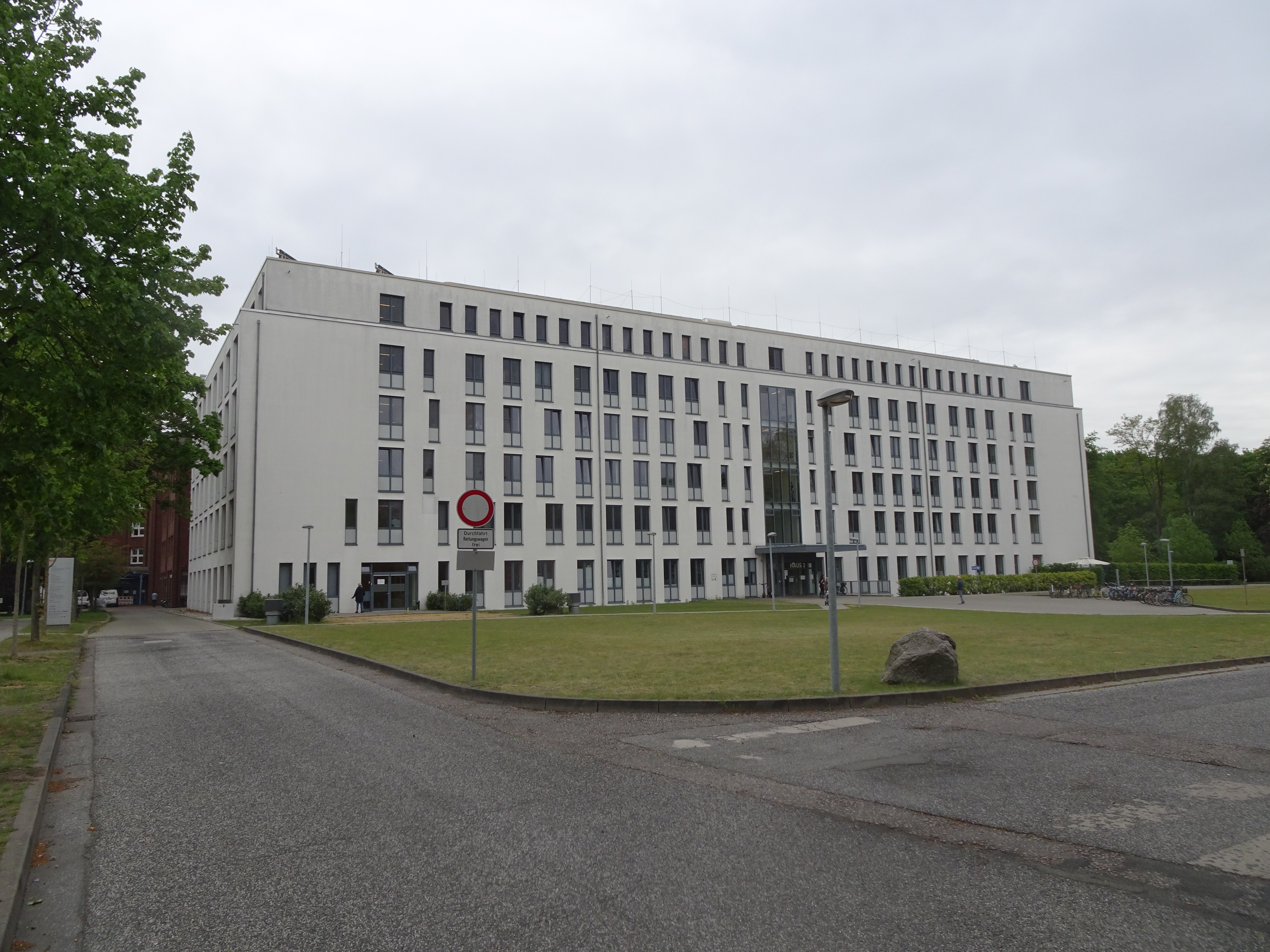
Schön Klinik Hamburg Eilbek

##### Stand 2021: Schön Klinik Hamburg Eilbek
2006 erwarb die Schön Klinik das Klinikum.

#### 1959: BG Klinikum Hamburg

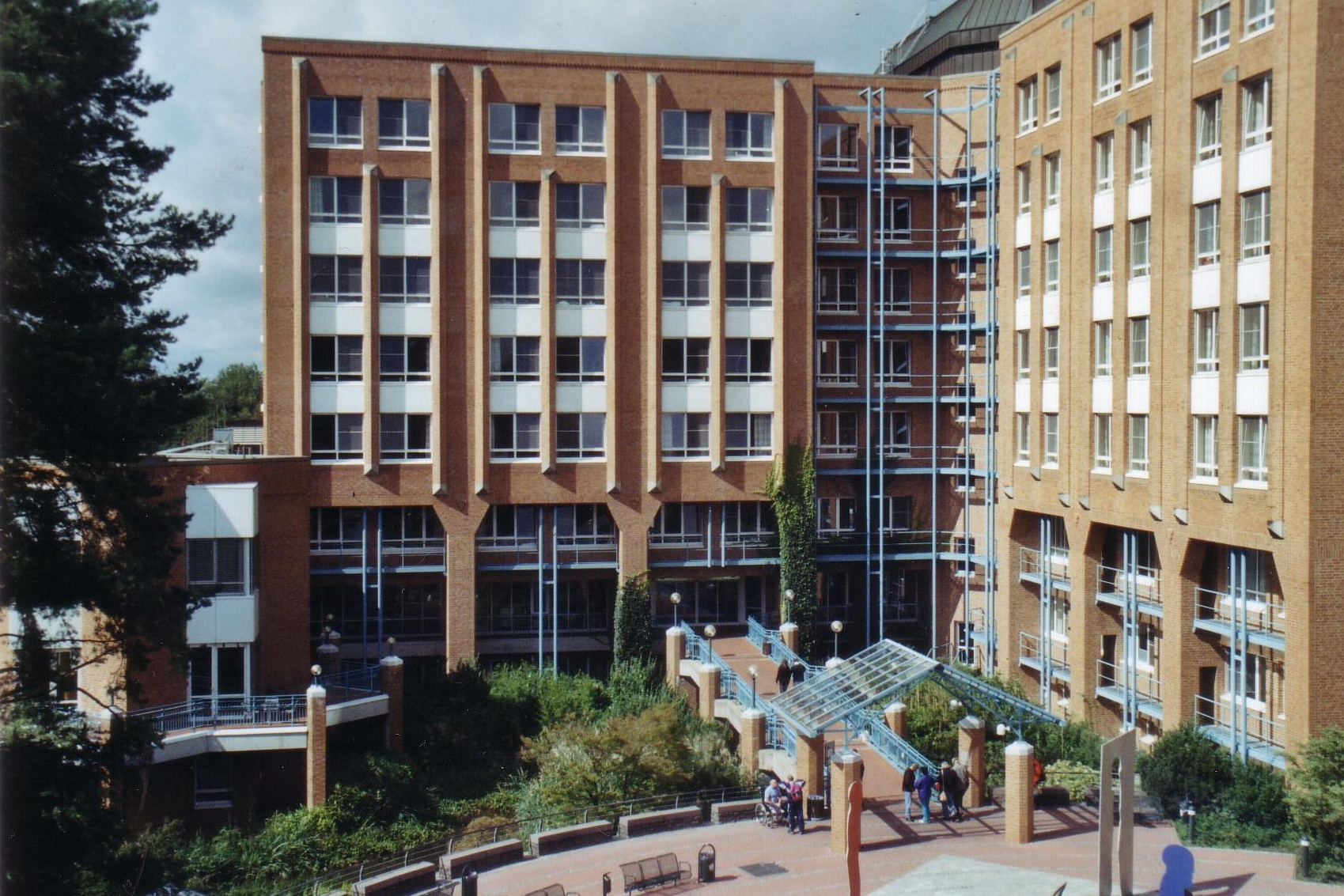
BG Klinikum Hamburg

Im Jahr 1959 öffnete das Berufsgenossenschaftliche Klinikum Hamburg. Das Unfallkrankenhaus, dessen Träger die Berufsgenossenschaft ist, wurde errichtet in den Boberger Dünen.

##### Stand 2021: BG Klinikum Hamburg
Stellte in der Anfangszeit des Klinikums die Akutmedizin den Schwerpunkt medizinischen Handelns dar, ist es seit Ende des 20. Jahrhunderts die Medizinische Rehabilitation.

#### 1964: Albertinen-Krankenhaus

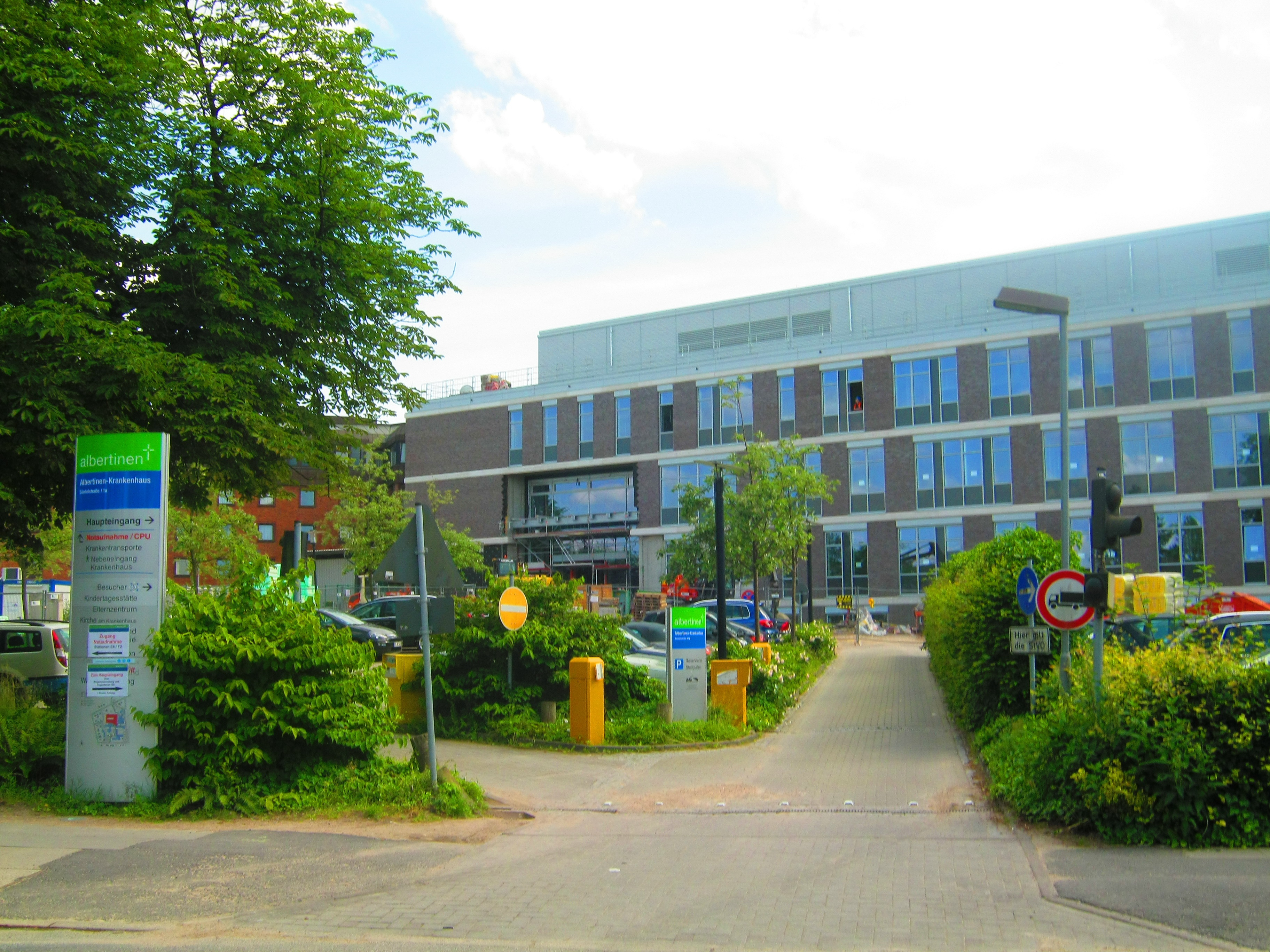
Albertinen-Krankenhaus

1964 wurde in Schnelsen der erste Bauabschnitt des dort neu errichteten Albertinen-Krankenhauses eröffnet. Die Eröffnung des zweiten Bauabschnitts folgte 1970.

##### Stand 2021: Immanuel Albertinen Diakonie
Das Krankenhaus ist Teil der Immanuel Albertinen Diakonie.

#### 1969: Bundeswehrkrankenhaus Hamburg

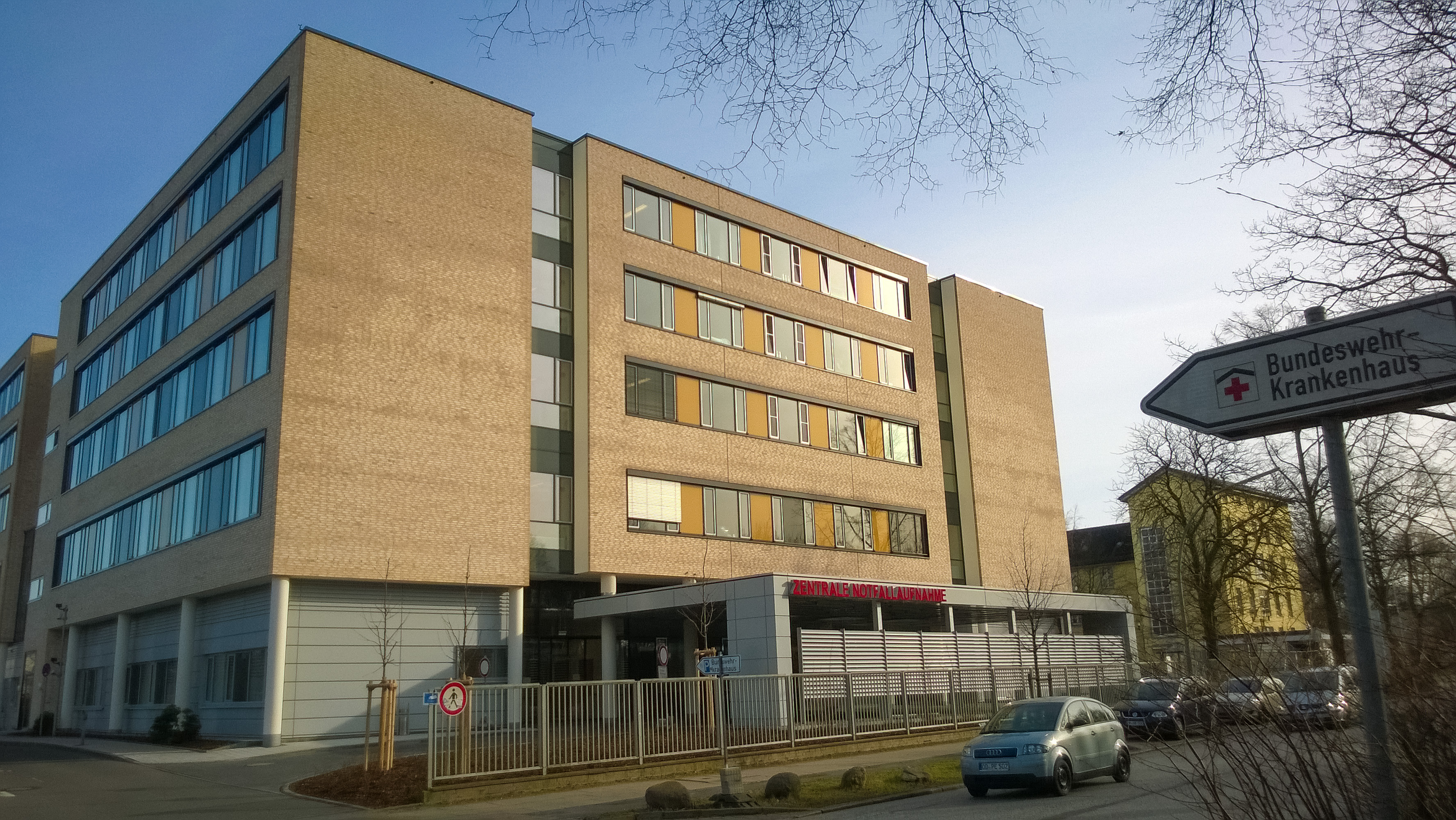
Neubau Zentrale Notaufnahme des Bundeswehrkrankenhauses Hamburg

Das Bundeswehrkrankenhaus Hamburg entstand 1969 auf dem ehemaligen Gelände eines Lazaretts der Wehrmacht, das 1937 eröffnet worden war. Nach dem Zweiten Weltkrieg diente das Lazarett als britisches Militärhospital beziehungsweise war Teil des Allgemeinen Krankenhauses Barmbek. 1958 wurde es zum Bundeswehrlazarett.

##### Stand 2021: Bundeswehrkrankenhaus Hamburg
1969 erfolgte die Umbenennung in Bundeswehrkrankenhaus Hamburg.

#### 1973: Evangelisches Amalie-Sieveking-Krankenhaus

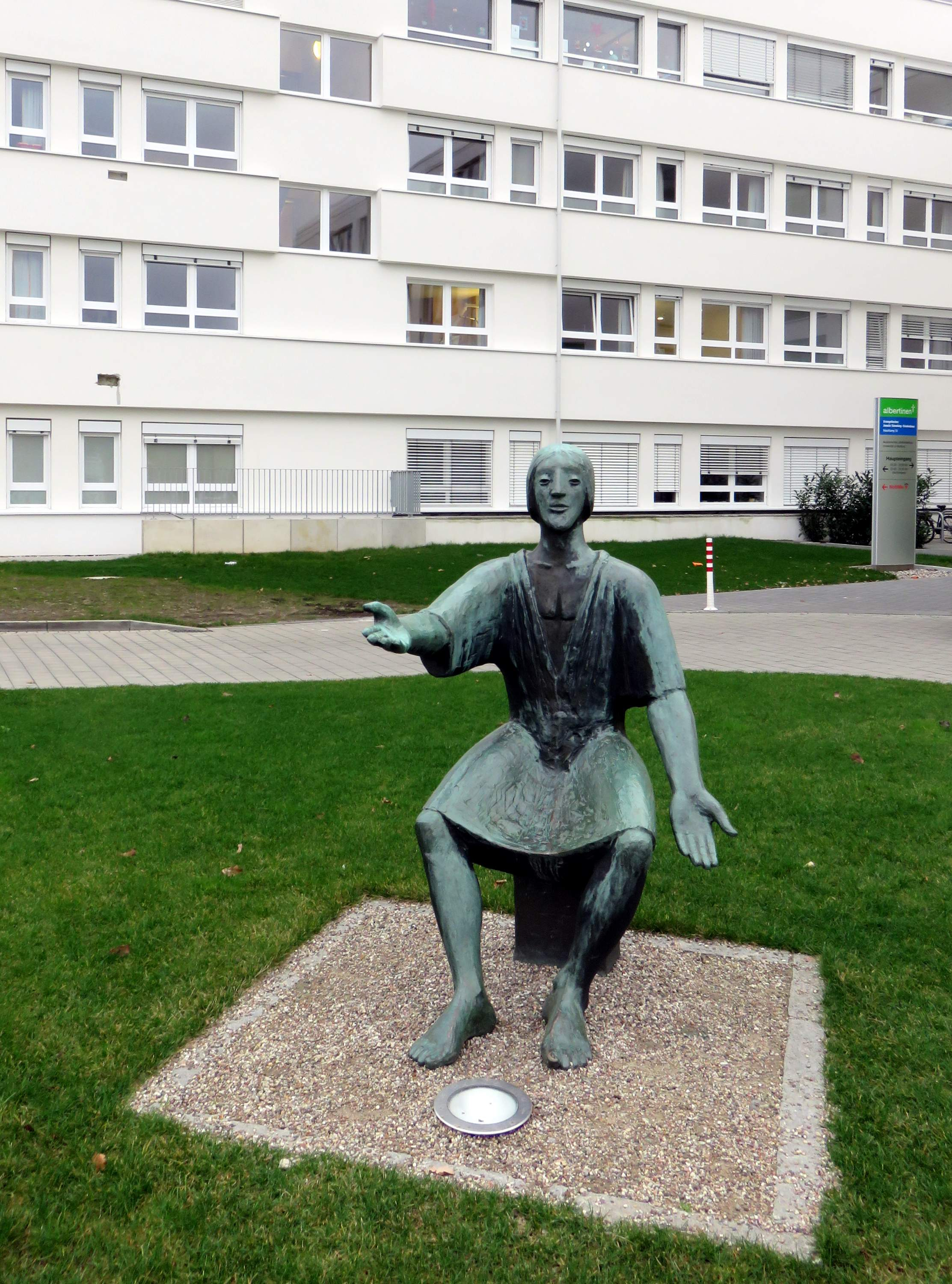
Skulptur Christus von Fritz Fleer auf dem Gelände des Amalie-Sieveking-Krankenhauses

Das Evangelische Amalie-Sieveking-Krankenhaus gGmbH wurde 1973 gegründet.

##### Stand 2021: Immanuel Albertinen Diakonie
Das Krankenhaus gehört ebenso wie das Albertinen-Krankenhaus zur Immanuel Albertinen Diakonie.